# Metropolitan Transportation Authority
Die Metropolitan Transportation Authority (MTA) ist die staatliche Verkehrsgesellschaft des US-amerikanischen Bundesstaates New York. Ihr Auftrag sind die Planung und Erbringung öffentlicher Personenverkehrsleistungen und der Betrieb von mautpflichtigen Verkehrswegen. Sie bedient zwölf Counties im südlichen Teil von New York, darunter die fünf Boroughs von New York City und die zwei weiteren Counties auf Long Island. Darüber hinaus bedient sie zwei Counties im südwestlichen Teil des Bundesstaates Connecticut im Auftrag des Connecticut Department of Transportation. Die MTA ist als öffentlich-rechtliche Körperschaft gesetzlich ohne Gewinnerzielungsabsicht verfasst.

## Zahlen und Fakten
Die Metropolitan Transportation Authority unterhält eines der größten Metro-Netze der Welt. Das ÖPNV-Netz umfasst ein Versorgungsgebiet von 13.000 Quadratkilometern mit einer Bevölkerung von 14,6 Millionen Menschen. Die MTA transportiert an durchschnittlichen Werktagen mehr als 11 Millionen Fahrgäste und zählt mehr als 800.000 Fahrzeuge auf ihren sieben mautpflichtigen Brücken und in ihren zwei Tunneln.
Die MTA ist der mit Abstand größte ÖPNV-Anbieter in den Vereinigten Staaten. Im Jahr 2019 fanden bei ihr zwei Drittel aller in den USA mit öffentlichen Verkehrsmitteln getätigten Fahrgastfahrten statt. In absoluten Zahlen waren das 3,8 Milliarden von knapp 6 Milliarden Fahrten, wobei jeder Umstieg als neue Fahrt gezählt wird.
Die meisten Metro-Linien und viele MTA-Buslinien verkehren täglich und ganzjährig ohne nächtliche Betriebspause, insgesamt sind 341 Eisenbahn-, U-Bahn- und Buslinien eingerichtet worden. Für den Betrieb dieser Linien besitzt die MTA rund 8.860 Eisenbahn- und Metro-Wagen:5 und verfügt dabei über die weltgrößte Metro-Wagenflotte.
Als Public Benefit Corporation unter dem New York State Public Authorites Law kann die MTA eigene öffentliche Anleihen begeben.:3 Sie genießt mitsamt ihren Beteiligungen als Körperschaft das gesetzliche Privileg der Insolvenzunfähigkeit und kann insofern nicht gemäß Chapter 9 des Insolvenzrechts der Vereinigten Staaten Insolvenz anmelden oder durch Gläubiger in die Insolvenz gezwungen werden, so lange ausgegebene öffentliche Anleihen abzuzahlen sind. Seit 2016 sind bestimmte ihrer Anleihen als geeignet für „grünes Investment“ zertifiziert. Die MTA muss am Ende jedes Kalenderjahres einen ausgeglichenen Haushalt aufweisen.

## Abteilungen der MTA

### Schienenverkehr
Die wichtigste Beteiligung der MTA ist die New York City Transit Authority. Sie gliedert sich in die unternehmensrechtlich wie assoziierte Unternehmen eingebundenen Geschäftsfelder
- MTA New York City Subway (U-Bahn New York)
- MTA Staten Island Railway (SIR)

Die beiden Eisenbahngesellschaften der MTA sind die Tochtergesellschaften
- MTA Long Island Rail Road (LIRR)
- MTA Metro-North Railroad (MNR)

### Busverkehr

Logos der Busmarken.
Einheitliche MTA-Markenfamilie entworfen von Siegel+Gale, eingeführt 1994.

Der straßengebundene ÖPNV ist seit 2008 betrieblich gebündelt in MTA Regional Bus Operations (abgekürzt MTA RBO), die unter zwei Markennamen fährt. Rechtlich bestehen ältere Teilgesellschaften der MTA und ihrer Vorgängerorganisationen, die mit Busverkehren befasst waren, als Konzessionshalter und für Pensionsverpflichtungen fort. 

#### MTA Bus
Die MTA Bus Company entstand 2004, um den Betrieb von sieben zuvor privaten Busunternehmen zu übernehmen, die als Franchisenehmer des für Straßenverkehr zuständigen New York City Department of Transportation unter Aufsicht des Bundesstaates fuhren. Die Betriebe wurden schrittweise in den Jahren 2005 bis 2006 integriert.

#### MTA New York City Bus
Bereits seit den 1920er Jahren hatte die Stadt New York durch ihr Betriebsamt Department of Plants and Structures Buslinien, zeitweise auch Straßenbahnen, von insolventen privaten Unternehmen übernommen. Das 1924 eingerichtete und 1953 aufgelöste städtische New York City Board of Transportation übernahm in den 1940er Jahren weitere Busnetze. Bei Gründung der New York City Transit Authority durch den Bundesstaat im Jahr 1953 wurden diese städtischen Linien in der Surface Division versammelt.
Im Unterschied dazu wurde ein neuer Busbetrieb der New York City Transit Authority im Jahr 1962 als Manhattan and Bronx Surface Transit Operating Authority (MaBSTOA) gegründet. Er sollte die innerstädtischen Strecken zweier privater, insolventer Verkehrsgesellschaften, ab 1980 auch einer dritten, bis zu einer angestrebten Privatisierung weiter betreiben.
Da die MaBSTOA letztlich nicht privatisiert wurde, führte die MTA im Jahr 1981 sie und die Surface Division zur MTA New York City Bus zusammen.

#### ehemalige MTA Long Island Bus
Die Metropolitan Suburban Bus Authority erbrachte von 1973 bis 2011 Busverkehre in Nassau County auf Long Island. Unter dem Markennamen MTA Long Island Bus war sie zuletzt eine Abteilung der MTA Regional Bus Operations. Für Nassau County fährt seit 2012 Transdev unter dem Markennamen Nassau Inter-County Express (abgekürzt NICE).

### Hauptquartier
Hauptsitz der Metropolitan Transportation Authority ist das 32-stöckige Bürogebäude 2 Broadway im Financial District in Manhattan. Es wurde von Emery Roth & Sons entworfen und steht an der Grünfläche Bowling Green.
Organisatorisch ist MTA Headquarters die zentrale Verwaltung aller MTA-Abteilungen.

### Bahnpolizei

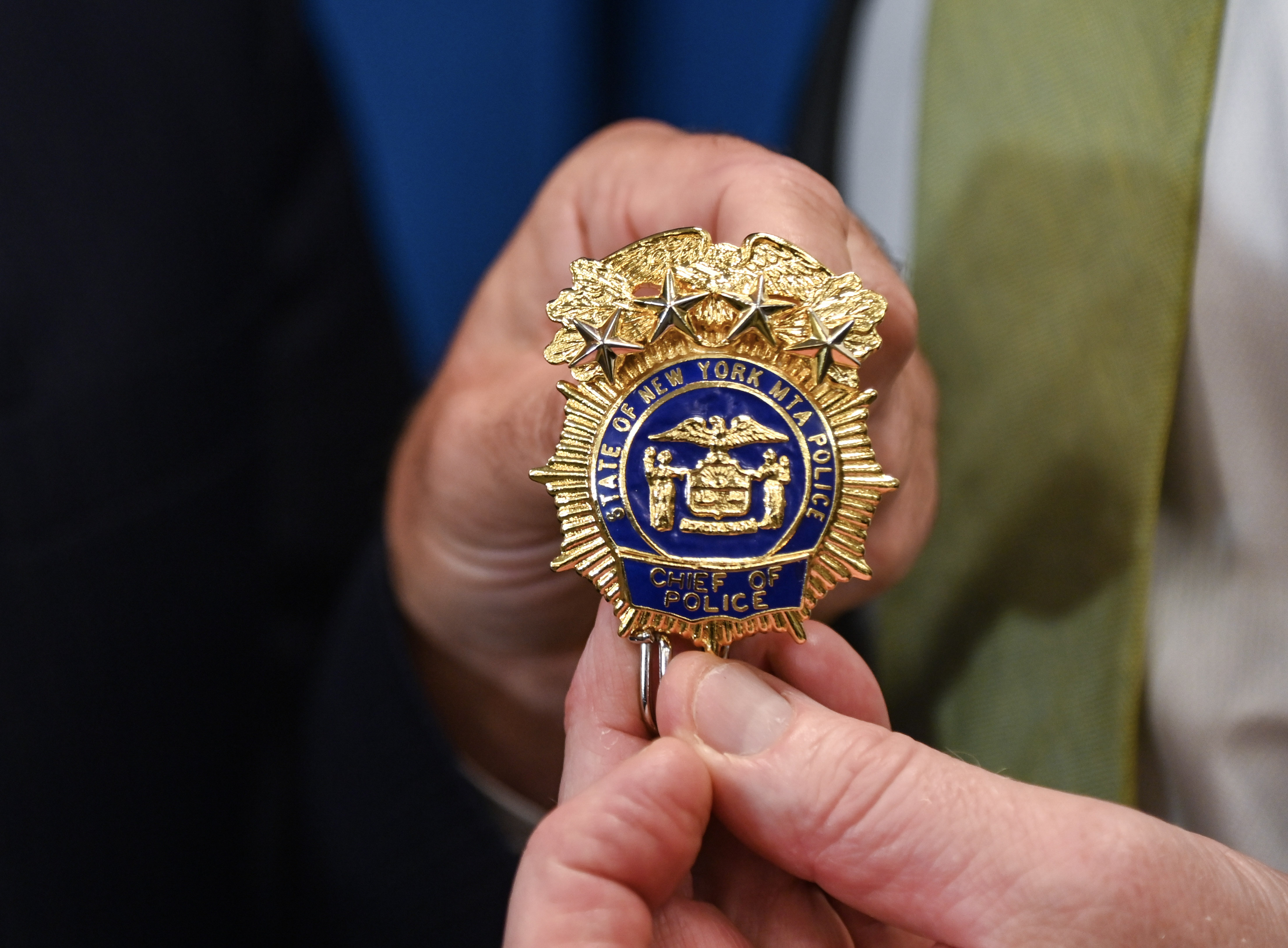
Dienstabzeichen des Leiters des MTA Police Department

Das MTA Police Department (MTA PD) ist die Bahnpolizei der MTA. Es wurde 1998 durch Zusammenlegung der Bahnpolizeien der Long Island Rail Road und der Metro-North Railroad gegründet. Im Jahr 2005 wurde die Bahnpolizei der Staten Island Railway eingegliedert. Die Subway wird hingegen seit 1994 vom städtischen NYPD bestreift.
Das Zuständigkeitsgebiet erstreckt sich auf 14 Counties in den Bundesstaaten New York und Connecticut. Bestreift werden Bahnhöfe, darunter Grand Central Terminal und New York Pennsylvania Station, Gleisanlagen und Einrichtungen wie Betriebswerke und Bahnübergänge. Das MTA Police Department wurde nach den Terroranschlägen am 11. September 2001 um Diensthunde und eine Emergency Service Unit erweitert.
Das MTA Police Department hat im Jahr 2023 fast 1.200 Beamte und zivile Angestellte.

### Sonstiges
Weitere Abteilungen der MTA sind:
- MTA Bridges and Tunnels, Marke der Triborough Bridge and Tunnel Authority
- MTA Construction and Development Company, 2003 als MTA Capital Construction gegründet für Investitionen in Gebäude und Anlagen
- First Mutual Transportation Assurance Company, das 1997 gegründete Eigenversicherungsunternehmen über die Geschäftstätigkeit der MTA,[12]:4 war zuvor der 2003 aufgelöste Excess Loss Trust Fund
- Grand Central Madison Concourse Operating Company, die im Jahr 2022 gegründete Betreibergesellschaft der Zugangseinrichtungen des Tiefbahnhofs Grand Central Madison.[13]:18

## Geschichte

### Gründung als MCTA
Der Bundesstaat New York unter Gouverneur Rockefeller gründete im Jahr 1965 die Metropolitan Commuter Transportation Authority (MCTA), um die defizitäre Long Island Rail Road aus dem Vermögen der bankrotten Pennsylvania Railroad zu retten. Die MCTA übernahm bald die New York City Transit Authority mit der New York City Subway und der Bussparte Manhattan and Bronx Surface Transit Operating Authority, außerdem die Triborough Bridge and Tunnel Authority, die Staten Island Railway und die Busgesellschaft Metropolitan Suburban Bus Authority.
Diese Struktur erlaubte es, den für das Funktionieren der Wirtschaft im Ballungsraum unverzichtbaren, aber politisch schwierig zu handhabenden öffentlichen Personenverkehr auf verschiedenen Wegen zu finanzieren: Fahrgelder, Nutzungsgebühren und ähnliche variable Einnahmensquellen, etwa Reklame, werden ergänzt durch Querfinanzierung aus dem straßengebundenen Verkehr. Steuern, Abgaben, Kredite und Subventionen sowohl der US-Regierung, des Bundesstaates als auch der bedienten Counties und Städte fließen in den Haushalt der MTA bzw. werden zweckgebunden für Investitionen verwendet.
Durch Entwicklungen wie die Massenmotorisierung und Suburbanisierung verschoben sich die Steueraufkommen zwischen Stadt und Land und damit die Machtverhältnisse im traditionellen politischen Wettstreit zwischen dem Bürgermeister New York Citys und dem Gouverneur. Letzterer konnte sich über die MCTA mehr Einfluss auf das Geschehen in der City sichern.

### Andauernde Krisen der MTA
Die MCTA wurde 1968 zur MTA umfirmiert. Bald geriet sie in finanzielle Schwierigkeiten. Als Reaktion darauf erhöhte sie über alle Betriebszweige hinweg mehrfach die Fahrpreise und Nutzungsgebühren. Die Situation besserte sich trotz einer Reihe von Krediten und Subventionen der Bundes- und der Staatsregierung nicht. Die große Finanzkrise der Stadt New York im Jahr 1975, die bis dahin 40 % des Budgets der MTA getragen hatte, bedrohte die Zahlungsfähigkeit der MTA und schlug spätestens 1976 auf die Leistungserbringung durch. Zugfahrten wurden reduziert, Verspätungen stiegen an, Wartungszustand und Fahrgastzahlen verschlechterten sich.
Ende Februar 1981 verhängte die MTA nach einer Reihe von Unglücken, die auf defekte Anlagen zurückzuführen waren, einen neunzig Tage andauernden Notstand über die New York City Transit Authority. Während des Notstands konnte bei Neubeschaffungen auf Ausschreibungen verzichtet werden. Zudem verkündete Gouverneur Carey einen aus Mitteln des Bundesstaates gespeisten Investitionsplan. Im gleichen Jahr legte die Behörde den ersten Fünfjahresplan für ihre künftige Investitionstätigkeit vor und begann, regelmäßig Bericht zu erstatten.
Im Gouverneurs-Wahlkampf 1982 forderte der Bewerber Mario Cuomo die Abschaffung der MTA und direktere Verantwortlichkeit der örtlichen Politiker für Transportbelange. Dazu setzte er nach seiner Wahl und Amtseinführung 1983 eine Kommission ein, die feststellte, dass dies nicht sinnvoll sei, so dass sich nichts änderte.

### Gründung der Metro-North Railroad

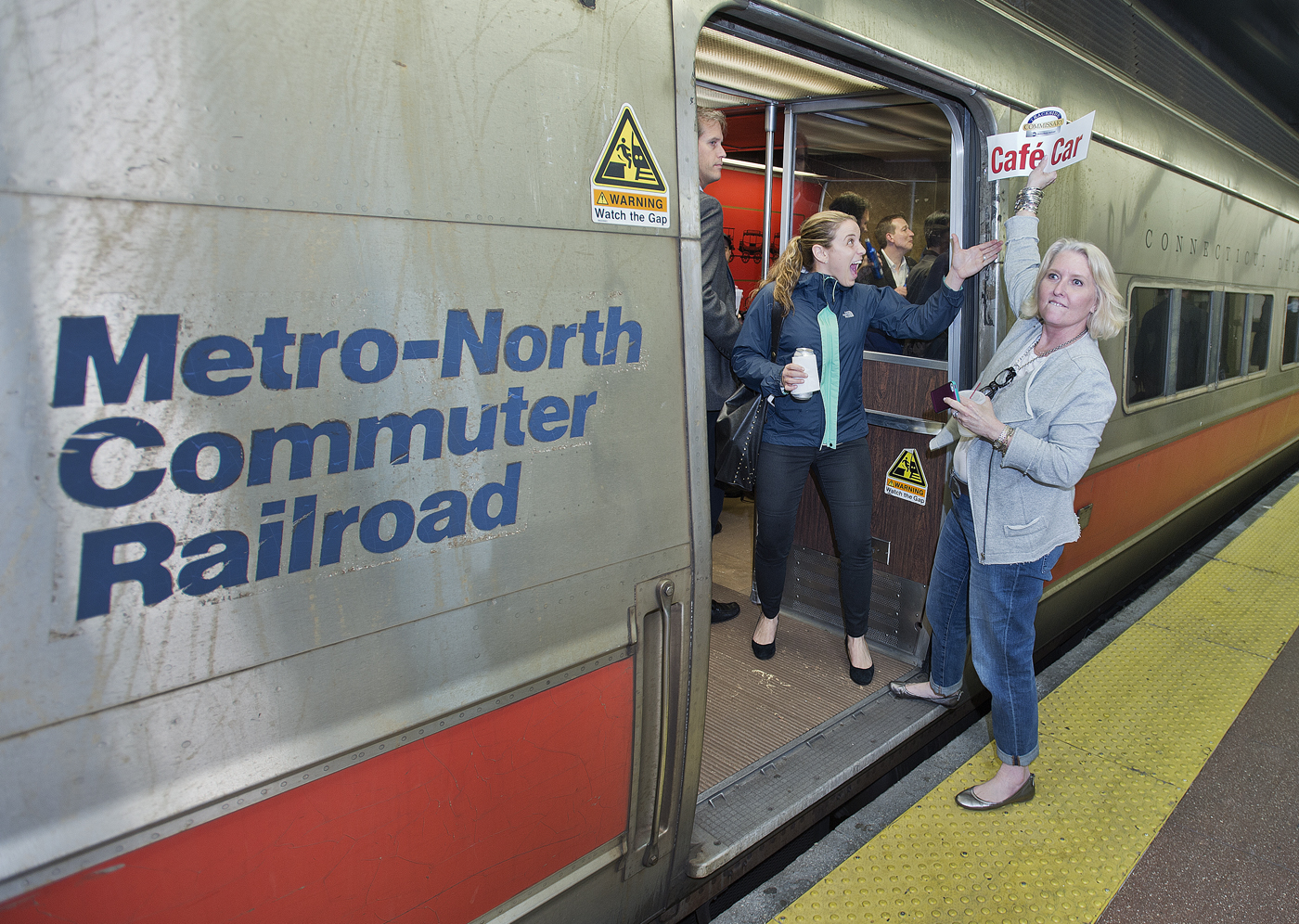
Caféwagen mit Beschriftung „Metro-North Commuter Railroad“ (2014)

Durch das Bundesgesetz Northeast Rail Service Act of 1981 sollte sich die halbstaatliche Bahngesellschaft Consolidated Rail Corporation zum Ende des Jahres 1982 von ihren Nah- und Pendlerverkehrsdiensten trennen. Bereits 1972 hatte die MTA den Teil der Harlem Line, der für Vorortverkehre beibehalten werden sollte, von der privaten Penn Central Transportation gepachtet. Anfang des Jahres 1983 wurden die Dienste auf Harlem-, Hudson- und New Haven-Bahnstrecke in der Metro-North Commuter Railroad zusammengefasst. 
Das County Dutchess nördlich von New York City äußerte seit 1983, dass es mit dem Preis-Leistungs-Verhältnis des Verkehrsangebots unzufrieden sei. Zusammen mit den Counties Rockland und Orange erhielt es 1986 gesetzlich die Erlaubnis, aus der MTA auszutreten. Für den öffentlichen Verkehr wurde dort eine Steuer auf Hypothekendarlehen, ein Aufschlag auf die Gewerbesteuer und eine Verkaufssteuer in Höhe eines Viertel Prozents erhoben. Bei einem Austritt aus der MTA hätten diese Counties direkt mit der Verkehrsgesellschaft New Jersey Transit verhandeln müssen und Dutchess wiederum mit der MTA. Rockland County stimmte 1988 für den Austritt, aber die County-Verwaltung wartete ab und hoffte, mit diesem Votum im Rücken die MTA zu einer Verringerung der Preise bewegen zu können.

### Unter Gouverneur Andrew Cuomo

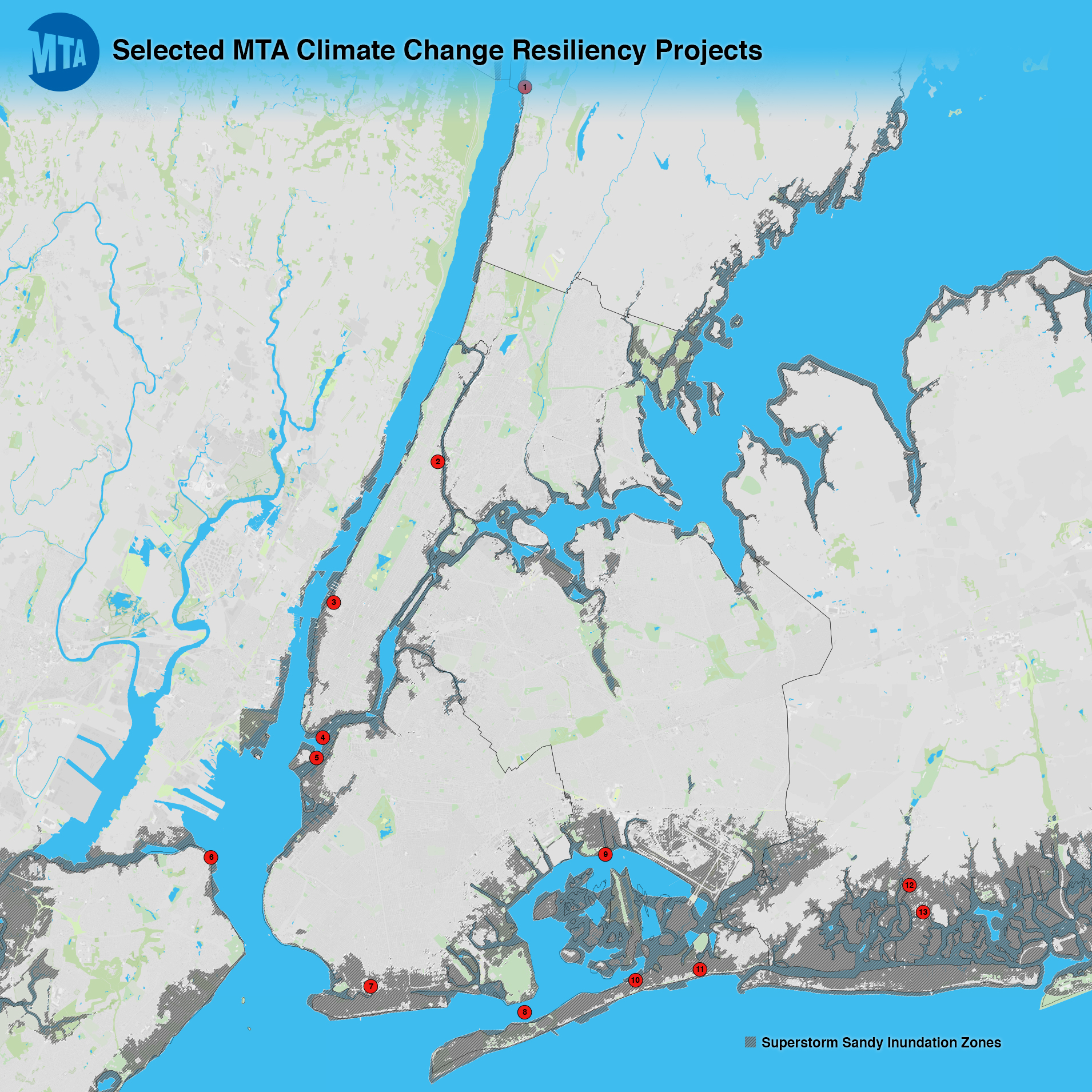
Übersicht Überflutungszonen (grau) und Hochwasserschutzarbeiten nach Sandy

Ende Oktober 2012 überflutete und beschädigte Hurrikan Sandy Teile des U-Bahnnetzes. Der MTA entstand über alle Betriebszweige hinweg ein Gesamtschaden in Höhe von rund 4,75 Milliarden US-Dollar. Aus dieser Erfahrung heraus wurden Hochwasserschutzeinrichtungen an tiefliegenden Stationen, Tunneln, Betriebshöfen und Lüftungsbauwerken eingebaut bzw. vorgesehen. Die MTA war über Jahre damit beschäftigt, ihre Anlagen wieder in einen guten Zustand zu versetzen.
Zugleich verlangte Gouverneur Andrew Cuomo von der MTA, die erste Phase der Second Avenue Subway um jeden Preis zum Jahreswechsel 2016/2017 in Betrieb zu nehmen. Die dafür nötigen Ressourcen wurden aus der laufenden Instandhaltung des Netzes abgezogen, so dass die Zuverlässigkeit der Subway und der Vorortbahnen wahrnehmbar abfiel. Nach dadurch begünstigten Unfällen und Betriebsstörungen erklärte Gouverneur Cuomo im Juni 2017 einen Notstand über die New York City Subway. Dieser gab ihm das Recht, Kontrollgremien der MTA zu umgehen. Er verlängerte diesen Notstand mehrere Dutzend Male und ließ ihn erst Ende Juni 2021 auslaufen.
Im Verlauf seiner Amtszeit tat sich Cuomo mit einem zunehmend direkteren Durchgriff auf große Verkehrsprojekte hervor. Nach Angaben von Kritikern überging und schwächte er damit die von ihm zum Teil aus Gefälligkeit ausgewählten MTA-Vorsitzenden, die reihenweise nicht die vollen sechs Jahre ihrer nominellen Amtszeit erreichten und zumeist durch Übergangs-Vorsitzende abgelöst wurden.

### Auswirkungen der COVID-19-Pandemie
Im März 2020 begann die COVID-19-Pandemie in New York City. Die Fahrgastzahlen und damit die Einnahmen der MTA sanken in nie gekanntem Ausmaß. Angesichts der Größenordnung der Einnahmeausfälle aus Fahrgelderlösen und anderen Quellen wie Straßenbenutzungsgebühren und Gewerbesteuern hätten konventionelle Maßnahmen wie Fahrpreiserhöhungen, Entlassungen oder gar das Streichen ganzer Linien sie nicht annähernd ausgleichen können. Es wurde befürchtet, dass auf absehbare Zeit keine wesentlichen Modernisierungen mehr finanzierbar sein würden. Die MTA sah ein Defizit in Höhe von 16 Milliarden US-Dollar bei einem jährlichen Gesamtbudget in Höhe von mehr als 17 Milliarden Dollar und verschlechterter Risikobewertung für ihre öffentlichen Anleihen. Sie nahm eine Liquiditätslinie der Federal Reserve im Umfang von 2,9 Milliarden Dollar in Anspruch.
Durch drei Stützungsgesetze der Bundesregierung konnten die Ausfälle fast vollständig kompensiert werden: Im März 2020 flossen durch das CARES Act knapp 4 Milliarden Dollar an die MTA und deckten die laufenden Kosten bis Mai 2020. Im Dezember 2020 kamen durch das Consolidated Appropriations Act 2020 weitere 4 Milliarden herein, was zusammen mit sich besser als befürchtet entwickelnden Steuereinnahmen den Betrieb bis 2022 absicherte. Im März 2021 wurden 6,5 Milliarden Dollar durch das American Rescue Plan Act bewilligt.

#### Rechnungshofbericht 2021
Auch nach dieser Abfederung der Verluste durch die COVID-Krise blieben die Finanzen der MTA in einem schwierigen Zustand. Der New York State Comptroller, oberster Finanzverwalter des Staates New York, wies in seinem jährlichen Bericht im Herbst 2021 darauf hin, dass der MTA nur wenig Zeit bliebe, die Folgen in den Griff zu bekommen. Die bis zum Berichtstermin bewilligten Bundeshilfen für die MTA würden im Jahr 2025 auslaufen. Anschließend plane die MTA, 1 Milliarde Dollar für laufende Kosten am Kapitalmarkt zu beschaffen.
Der Rechnungshofbericht nennt als vordringliche Problemfelder:
- Absehbar weiter zunehmende Schäden durch Unwetter
- Höhere Ausgaben durch erhöhten Produktionsaufwand, etwa für Reinigung und Wartung. Zugleich gibt es einen Personalmangel im Fahrbetrieb und bei der Instandhaltung, so dass bei der U-Bahn im August 2021 nur 89 % der planmäßigen Fahrten stattfanden, nach 96 % im August 2020. Entlassungen fanden überproportional im Bereich der Arbeiterschaft statt, nicht wie eigentlich zur Kostensenkung vorgesehen in der Verwaltung.
- Die Folgen dauerhaft niedrigerer Fahrgastzahlen aufgrund der allgemeinen wirtschaftlichen Entwicklung und der Tendenz, höher bezahlte Tätigkeiten zumindest für einige Tage der Arbeitswoche in Telearbeit statt in den Büros in New York City auszuüben. Für das Jahr 2025 wird mit Fahrgastzahlen in Höhe von 82 % bis 91 % des Werts vor der Pandemie gerechnet.
- Reduzierte Verkehrsleistungen angesichts der geringeren Fahrgastnachfrage, was in eine Abwärtsspirale aus sinkenden Einnahmen und schlechterer Leistung münden könnte. Die MTA rechnet mit von 2022 bis 2025 jährlich um 4 % zunehmenden Fahrgelderlösen, die aber dann im Jahr 2025 immer noch 14 % unter dem Niveau von 2019 liegen würden. Es liegen Pläne für das Streichen von Verkehrsleistungen im Umfang von rund 200 Millionen Dollar pro Jahr vor, deren Auswirkungen auf die Nachfrage aber unklar sind.
- Für die Jahre 2023 bis 2025 wird angenommen, dass der Schuldendienst 21 % jedes Jahresumsatzes kosten und danach weiter ansteigen wird. Es wird auch gewarnt, dass die Defizitfinanzierung der laufenden Kosten bereits 2024 nötig werden könnte, wenn es bis dahin nicht gelingt, die Kosten und Einnahmen wie erhofft in den Griff zu bekommen. Damit wird mit Blick auf die bereits als hoch eingeschätzte Verbindlichkeitenlast die Möglichkeit für zukünftige Investitionen gefährdet.

#### Weitere Bundeshilfen
Aus den Förderprogrammen des Coronavirus Response and Relief Supplemental Appropriations Act sowie dem American Rescue Plan Act fließen gut 10,8 Milliarden Dollar über einen Zeitraum von fünf Jahren an die MTA. Das im November 2021 von der Bundesregierung verabschiedete Infrastructure Investment and Jobs Act beinhaltet ungefähr 10 Milliarden Dollar für die MTA. Es konnten alle Verbindlichkeiten termingerecht bedient werden und budgetbedingte Angebotskürzungen waren bis auf Weiteres vom Tisch. Außerdem wurden Projekte wie die vollständige Automatisierung der Subway mit CBTC und der Bau der zweiten Phase der Second Avenue Subway wieder planbar.

#### Finanzierung ab 2024
Um das sich abzeichnende strukturelle Defizit bei den Betriebskosten abzumildern, beschloss die New York State Legislature im Jahr 2023, der MTA einmalig 300 Millionen US-Dollar zuzuweisen, Ausgabenreduktionen beim Betrieb um 400 Millionen Dollar pro Jahr zu vereinbaren und langfristig die Einnahmensituation zu verbessern. So soll der Erlös aus der arbeitgeberseitig in den fünf Stadtbezirken New York Citys zu zahlenden Lohnsteuer (payroll tax) um jährlich 1,1 Milliarden Dollar erhöht werden, ab 2026 sollen pro Jahr 500 Millionen aus Glücksspiellizenzen auf Spielkasinos fließen, und beim Rufbus-System für Behinderte (Paratransit) übernimmt die Stadt New York einen Eigenanteil in Höhe von 165 Millionen Dollar pro Jahr.

#### Entwicklung der Fahrgastzahlen
Im November 2021 waren die Fahrgastzahlen im Netz der MTA noch immer nur halb so hoch wie im Vergleichszeitraum 2019. Anfang Januar 2022 meldete der Rechnungshof, dass die Fahrgastzahlen im November und Dezember 2021 hinter den Projektionen der MTA zurückblieben. In den ersten Monaten des Jahres 2022 stiegen sie an, blieben aber weiterhin deutlich niedriger als vor der Pandemie.
In der zweiten Jahreshälfte 2022 hatte die Auslastung der Straßen und Tunnel das gleiche Niveau wie vor der Pandemie und generiert entsprechende Mauteinnahmen. Die innerstädtischen öffentlichen Verkehrsmittel lagen mit fortwährend steigender Tendenz bei rund 60 % der vorherigen Auslastung, während die Vorortbahnen deutlich darunter verharren. Mit Stand Herbst 2022 wird für das Jahr 2026 mit einer Auslastung des Verkehrsnetzes von 80 % kalkuliert.:16
Im Herbst 2022 wurde ermittelt, dass an Werktagen halb so viele Arbeitende in den Büros von Manhattan anwesend waren wie vor der Pandemie, und dass bei 77 % der Arbeitsplätze hybrides Arbeiten – teilweise im Büro, teilweise in Telearbeit – praktiziert wurde.:17

### Innenstadtmaut
Mit dem Central Business District Tolling Program wird seit dem 5. Januar 2025 eine Innenstadtmaut auf einfahrende Kraftfahrzeuge in Lower Manhattan und Midtown Manhattan erhoben. Die Erlöse sollen als zweckgebundene Abgabe an die MTA fließen, die damit öffentliche Anleihen finanzieren will.

## Zukunft

### Interborough Express

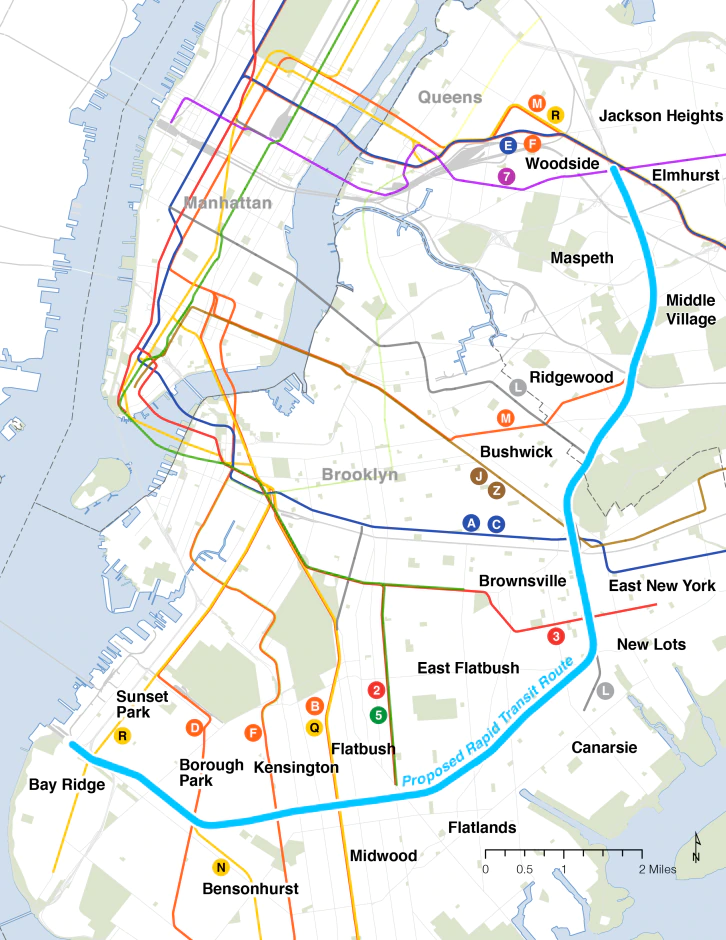
Skizze des geplanten Streckenverlaufs Interborough Express (hellblau markiert)

In Brooklyn und Queens ist unter der Bezeichnung „Interborough Express“ der Bau einer neuen Stadtbahnstrecke (englisch Light Rail Transit) geplant.:5 Sie soll auf größtenteils vorhandenen Trassen entlang der aktiv betriebenen Güterzugstrecken LIRR Bay Ridge Branch und CSX Fremont Secondary unabhängig vom Straßenverkehr gebaut werden.:10
Mit dem Interborough Express sollen mit 19 Stationen auf 22,5 km (14 mi) Streckenlänge bestehende Verkehrsknotenpunkte in Brooklyn und Queens ohne den Umweg über Manhattan miteinander verknüpft werden. Übergänge sollen hergestellt werden zur Long Island Rail Road und zu 17 Subway-Linien.:4 Gegenüber der innenstadtnäher verlaufenden U-Bahn-Linie G könnten auf diese Weise weiter außen liegende Stadtgebiete eine verbesserte Anbindung erhalten. Als westliche (südliche) Endstation wird das Brooklyn Army Terminal in Sunset Park (Brooklyn) am Ufer der Upper New York Bay untersucht, als nördliche Endstation der U-Bahnhofskomplex Jackson Heights–Roosevelt Avenue/74th Street in Jackson Heights (Queens). Bei einer Entwurfsfahrzeit von 32 Minuten wird mit 160.000 Fahrgästen pro Tag gerechnet.
Eine Planergemeinschaft wurde im Sommer 2025 mit der Entwurfs- und Ausführungsplanung beauftragt. Die gesamten Projektkosten in Höhe von 2,75 Milliarden US-Dollar sind im MTA-Investitionsrahmenplan 2025–2029 (2025–2029 MTA Capital Program) enthalten.
In mehreren seit den 1990er Jahren vorgeschlagenen Varianten hatte das Projekt Arbeitstitel wie „Triboro RX“ oder „Triboro Line“ und sollte von Queens über die Hell Gate Bridge weiter in die Bronx führen und dort nach Möglichkeit alte, brach liegende Bahntrassen wie Abschnitte der Spuyten Duyvil and Port Morris Railroad oder der New York, Westchester and Boston Railway neu nutzen.

### Penn Station Access
Das Projekt Penn Station Access stellt in den 2020er Jahren eine neue Passagierverbindung über die Hell Gate Bridge her.:10

## Leitung der MTA

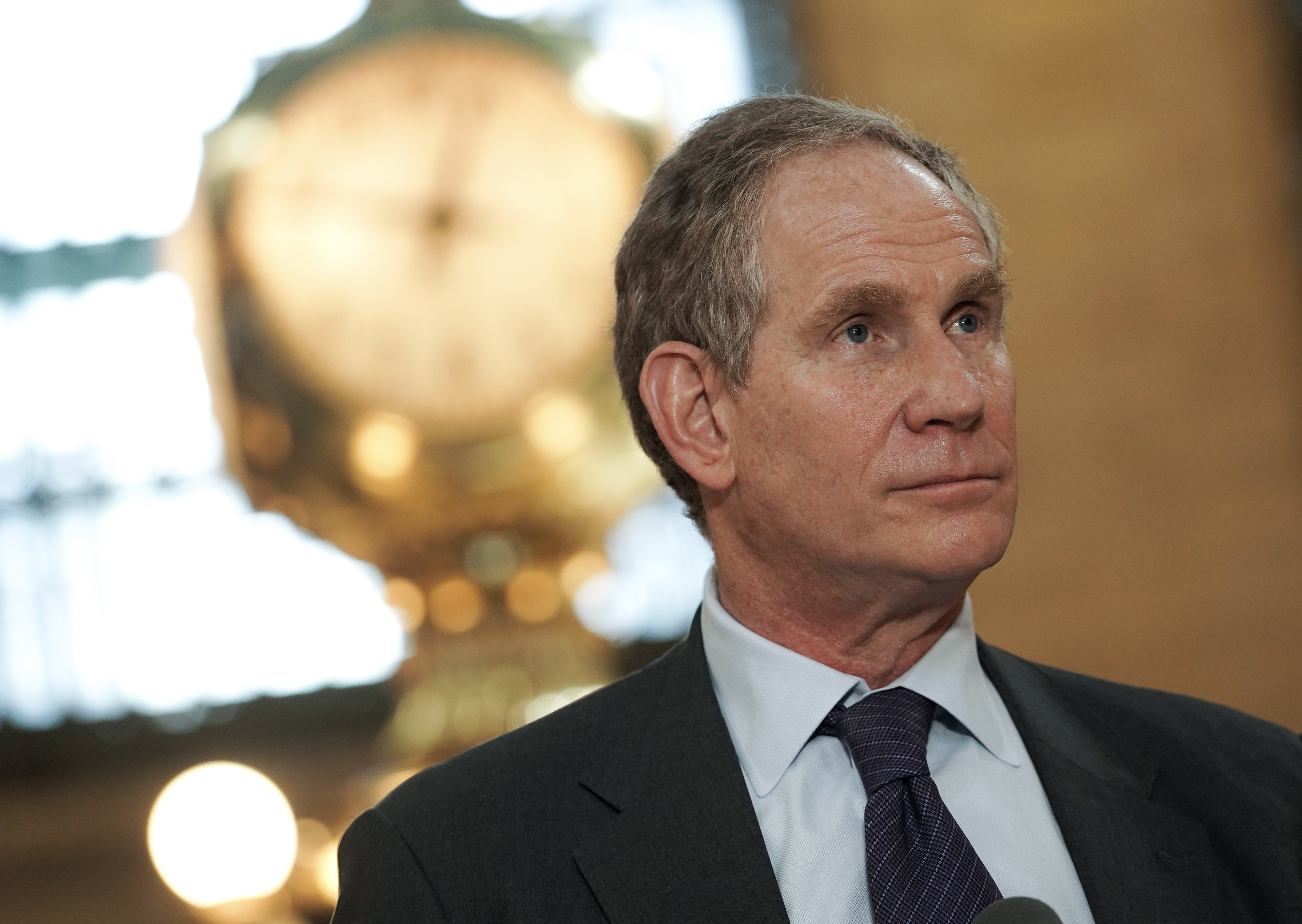
Janno Lieber, Vorsitzender und CEO der MTA (2022)

Die MTA wird von einem einundzwanzigköpfigen Board of Directors geleitet. Diesem Gremium sitzt der MTA-Vorsitzende vor. Der Umfang der Aufgaben des Vorsitzenden wurde gesetzlich im Lauf des Bestehens der MTA mehrmals verändert und schloss entweder die eines hauptamtlichen Chief Executive Officers, der kein Board-Mitglied ist, mit ein, oder beschränkte sich auf die Leitung des Boards in Teilzeit.
Die Mitglieder werden vom Gouverneur eingeführt. Bei Gründung der MCTA durch Gouverneur Rockefeller 1965 bestand das Board aus fünf Personen.:229 Weitere vier Mitglieder werden vom Bürgermeister New York Citys vorgeschlagen. Unter Gouverneur Carey kamen 1979 vier Repräsentanten für sieben an New York City angrenzende Counties hinzu (je einer Nassau, Suffolk und Westchester sowie einer aus entweder Dutchess, Rockland, Orange oder Putnam), so dass das Board auf dann dreizehn Personen anwuchs.
Zu Beginn der Amtszeit Mario Cuomos 1983 hatte das Board vierzehn Sitze, von denen sechs vom Gouverneur besetzt wurden. In der Gegenwart werden sechs Sitze ohne Stimmberechtigung rotierend an Vertreter von Gewerkschaften und ständigen Bürgerbeiräten (Permanent Citizens Advisory Committees) vergeben.

### Liste der Vorsitzenden
| [ 48 ] | Vorsitz | Amtszeit  | Gouverneur          | Aufgaben und Details |
| 1      | William John Ronan (1912–2014) | 1968–1974 | Rockefeller, Wilson | Gründung der MCTA 1965 und der MTA 1968, Beginn des „Aktionsprogramms“, Auftrag Liniennetzplan Vignelli 1972. Wechselte zur Port Authority.                                    |
| 2      | David L. Yunich (1917–2001) | 1974–1976 | Wilson, Carey       | Inflation, Fahrgastrückgänge, Fahrpreiserhöhungen, Angebotskürzungen, steigende Defizite. Trat zum Jahresende 1976 zurück.                                                     |
| 3      | Harold Leonard Fisher (1910–1999) | 1977–1979 | Carey               | Seit 1969 im MTA-Board. Stillstand des „Aktionsprogramms“. Weiterer Verfall des Systems. Ölpreiskrise 1979 brachte Fahrgastzuwächse.:242                                       |
| 4      | Richard Ravitch (1933–2023) | 1979–1983 | Carey, M. Cuomo     | Erster Fünfjahresplan 1981–1985 |
| 5      | Robert Raymond Kiley (1935–2016) | 1983–1991 | M. Cuomo            | Anwerbung von 16 Milliarden Dollar Fördermitteln, Sanierung der Betriebsanlagen, verbesserte Sauberkeit und Sicherheit                                                         |
| 6      | Peter E. Stangl | 1991–1995 | M. Cuomo, Pataki    | Einführung MetroCard und einheitlicher Markenauftritt 1994 |
| 7      | E. Virgil Conway (1929–2015) | 1995–2001 | Pataki              | (Seit 1995 Trennung in Teilzeit-Vorsitz und Vollzeit-CEO) Fünfjahresplan 2000–2004 mit Projektbeginn Verlängerung Linie 7 Hudson Yards, Second Avenue Subway, East Side Access |
| 8      | Peter S. Kalikow | 2001–2007 | Pataki, Spitzer     | Fünfjahresplan 2005–2009, Immobilienverkauf Hudson Yards, Verzögerungen bei Second Avenue Subway und East Side Access                                                          |
| 9      | H. Dale Hemmerdinger | 2007–2009 | Spitzer, Paterson   | Finanzkrise ab 2007 |
| 10     | Jay H. Walder | 2009–2011 | Paterson, A. Cuomo  | (Personalunion von Vorsitz und CEO der MTA) Echtzeit-Fahrgastinformation, Kürzungen des Fahrtenangebots 2010                                                                   |
| 11     | Joseph J. Lhota | 2012      | A. Cuomo            | Instandhaltungsprogramm FASTRACK, Rücknahme der Kürzungen von 2010, Hurrikan Sandy. Wurde 2013 Bewerber um Amt des Bürgermeisters von NYC.                                     |
| 12     | Thomas F. Prendergast | 2013–2017 | A. Cuomo            | Verlängerung Linie 7, Eröffnung Second Avenue Subway, Subway-Notstand, Beginn Erneuerung der Leit- und Sicherungstechnik mit CBTC und PTC                                      |
| 13     | Joseph J. Lhota | 2017–2018 | A. Cuomo            | (nur vorübergehender Vorsitz, nicht als CEO) |
| 14     | Patrick Joseph Foye | 2019–2021 | A. Cuomo            | Fünfjahresplan 2020–2024, COVID-19-Pandemie. Wechselte zur Port Authority. |
| 15     | Janno Lieber | seit 2021 | A. Cuomo, Hochul    | zuvor für Silverstein Properties Immobilienmanager der World Trade Center Site, danach bei MTA Capital Construction für Immobilien und Großprojekte zuständig                  |
|        | Fernando Ferrer war unter Gouverneur A. Cuomo dreimal Übergangs-Vorsitzender: 2012–2013 nach Joe Lhota, 2017 nach Thomas Prendergast, 2018–2019 nach der zweiten Amtszeit Joe Lhotas. Ferrer war u. a. 2005 Bewerber um Amt des Mayors von NYC. |           |                     | |